# Facultad de Filosofía y Letras (Universidad de Málaga)
La Facultad de Filosofía y Letras de Málaga es un centro de la Universidad de Málaga (España) que imparte varias titulaciones de la rama de humanidades. El complejo educativo forma parte del Campus Universitario de Teatinos. Su decana es Sara Robles Ávila.

## Historia

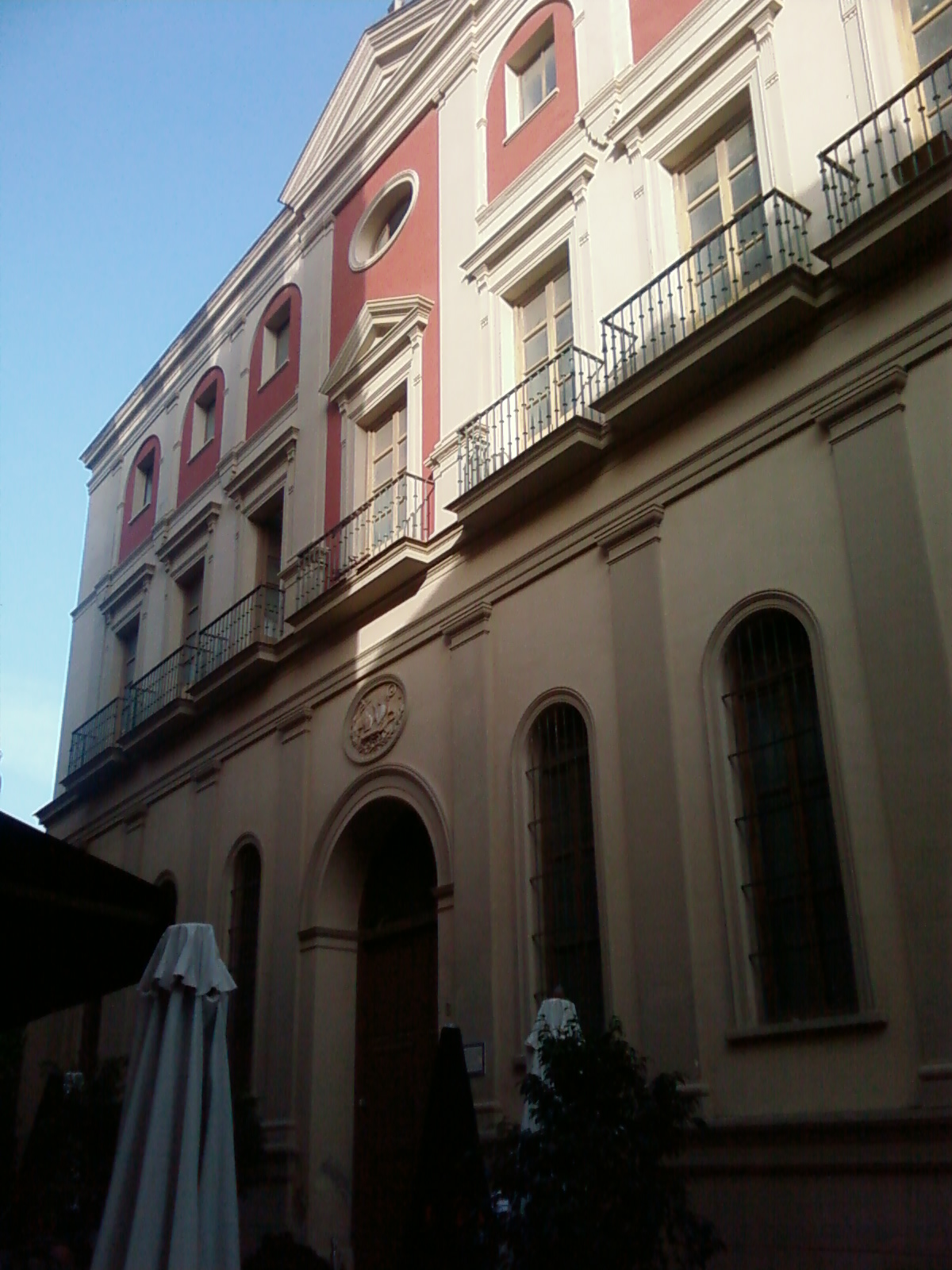
Convento de San Agustín, sede de la Facultad de Filosofía y Letras desde 1975 hasta 1985.

Con anterioridad a la fundación de la Universidad de Málaga en 1972, este centro era nombrado como Sección de Letras del Colegio Universitario en Málaga, organismo dependiente de la Universidad de Granada. La primera sede de este Colegio Universitario, en el periodo 1970-1972, fue el actual Archivo Municipal, en el número 23 de la Alameda Principal. Una vez creada la Universidad de Málaga comenzó a albergar la Sección de Letras que a partir de 1974 fue denominada Facultad de Filosofía y Letras. En 1975, la facultad cambia de emplazamiento y se ubica en el antiguo Convento de San Agustín del centro histórico.

### Traslado al Campus de Teatinos
En 1985, se construye el actual edificio en el Campus de Teatinos, uno de los primeros en formar parte de la ciudad universitaria y donde se concentran la mayor parte de los centros de la UMA. El complejo arquitectónico fue proyectado por Rafael de la Hoz y Gerardo Olivares James y está organizado en varios módulos de aulas y torres de baja altura con despachos sobre un montículo.

### Biblioteca de Humanidades José Mercado Ureña
Su biblioteca, llamada José Mercado Ureña en honor a este antiguo profesor, alberga más de 130.000 monografías y una amplia colección de revistas especializadas. El amplio número de volúmenes ha forzado varias remodelaciones en los años 1987, 1992 y 1996. En 2001 comenzó la construcción de un nuevo edificio contiguo a la antigua biblioteca obra de los arquitectos José María Anderica García y Braulio Martínez Guerrero, aunque su inauguración no se produjo hasta 2010.

## Departamentos
El personal docente y de investigación de la Facultad de Filosofía y Letras está estructurado en once departamentos:
- Departamento de Filosofía.
- Departamento de Geografía.

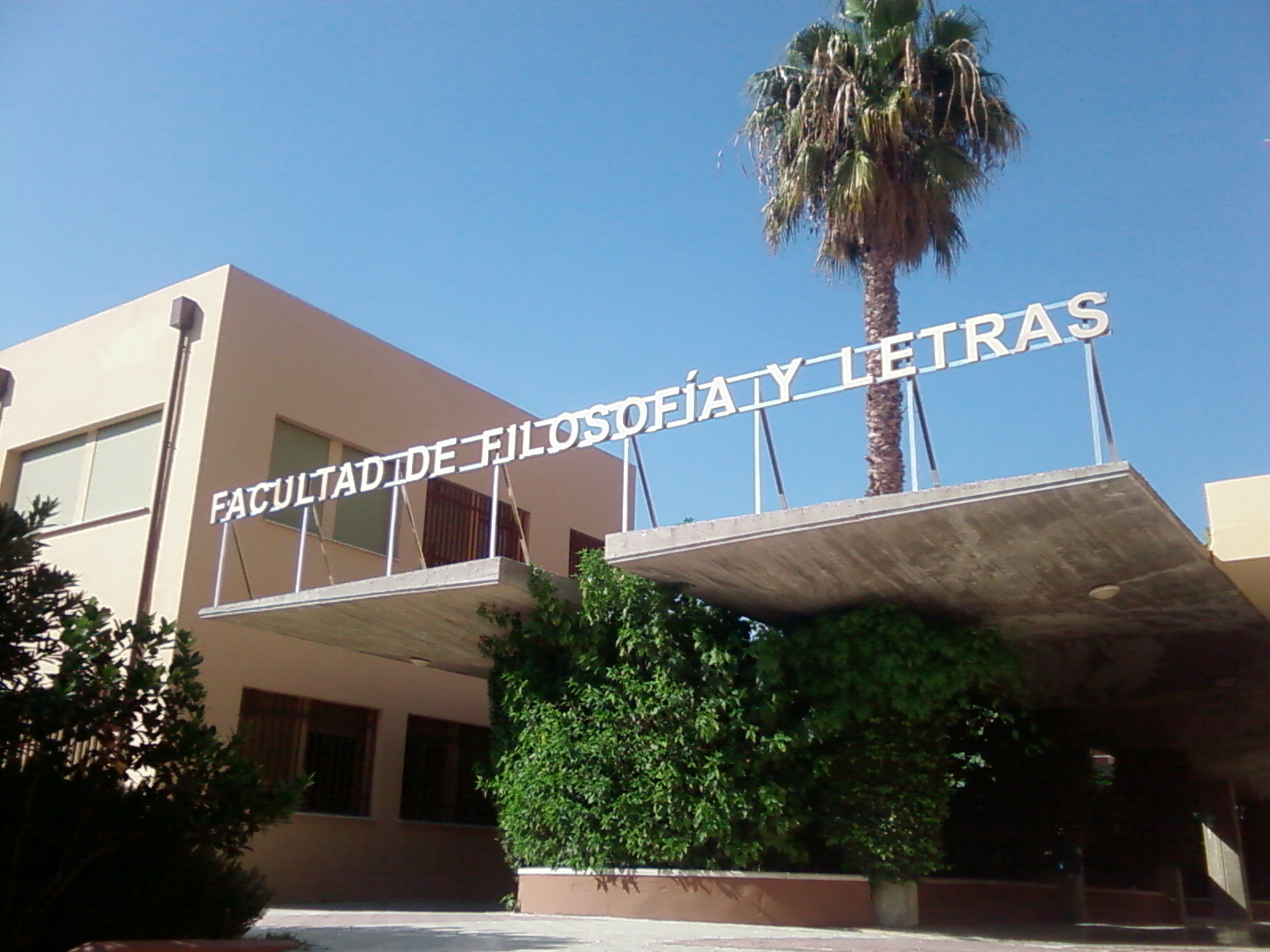
Acceso sur, Calle León Tolstoi.

- Departamento de Filología Griega, Estudios Árabes, Lingüística General y Documentación.
- Departamento de Filología Española I y Filología Románica.
- Departamento de Filología Española II y Teoría de la Literatura.
- Departamento de Filología Latina.
- Departamento de Filología Inglesa, Francesa y Alemana.
- Departamento de Historia del Arte.
- Departamento de Ciencias Históricas.
- Departamento de Historia Moderna y Contemporánea.
- Departamento de Traducción e Interpretación.

## Titulaciones
Con la implantación del Espacio Europeo de Educación Superior, la Facultad de Filosofía y Letras imparte docencia de varios titulaciones de grado así como varios cursos de posgrado (Maestrías y Doctorados) y otros cursos universitarios. Mientras tanto, las antiguas 8 titulaciones de licenciatura siguen siendo impartidas en planes a extinguir.
| Nombre de la titulación actual                                                      | Nombre anterior                             |
| ----------------------------------------------------------------------------------- | ------------------------------------------- |
| Grado en Estudios Ingleses Archivado el 24 de marzo de 2010 en Wayback Machine.     | Licenciatura en Filología Inglesa           |
| Grado en Filología Clásica Archivado el 17 de noviembre de 2009 en Wayback Machine. | Licenciatura en Filología Clásica           |
| Grado en Filología Hispánica                                                        | Licenciatura en Filología Hispánica         |
| Grado en Filosofía Archivado el 24 de marzo de 2010 en Wayback Machine.             | Licenciatura en Filosofía                   |
| Grado en Geografía y Gestión del Territorio                                         | Licenciatura en Geografía                   |
| Grado en Historia del Arte Archivado el 24 de marzo de 2010 en Wayback Machine.     | Licenciatura en Historia del Arte           |
| Grado en Historia Archivado el 24 de marzo de 2010 en Wayback Machine.              | Licenciatura en Historia                    |
| Grado en Traducción e Interpretación                                                | Licenciatura en Traducción e Interpretación |

| Nombre del máster                                                                                 | Departamento                                              |
| ------------------------------------------------------------------------------------------------- | --------------------------------------------------------- |
| Máster Oficial en Gestión del Patrimonio Literario y Lingüístico Español                          | Departamento de Filología Española I y Filología Románica |
| Máster Oficial en Estudios Superiores de la lengua Española, Investigación y Aplicaciones         | Departamento de Filología Española I y Filología Románica |
| Máster en Arqueología y Patrimonio: Ciencia y Profesión                                           | Departamento de Arqueología e Historia Medieval           |
| Máster Análisis Geográfico en la Ordenación del Territorio: Tecnologías de Información Geográfica | Departamento de Geografía                                 |
| Máster en Traducción, Mediación Cultural e Interpretación                                         | Departamento de Traducción e Interpretación               |
| Máster Oficial en Desarrollos Sociales de la Cultura Artística                                    | Departamento de Historia del Arte                         |
| Máster en Estudios Ingleses y Comunicación Multilingüe e Intercultural                            | Departamento de Filología Inglesa                         |

| Doctorados                                                                       |
| -------------------------------------------------------------------------------- |
| Estudios de las mujeres y de género                                              |
| Filosofía del siglo XX                                                           |
| Grupos sociales y mentalidades colectivas en la Historia Moderna y Contemporánea |
| Lecturas contemporáneas de la Literatura y la Cultura Inglesas                   |
| Raíces culturales de Europa: textos y lenguas                                    |
| Relaciones de género, sociedad y cultura en el ámbito mediterráneo               |
| Tradición Clásica y Modernidad Literaria hispanoamericana                        |